# Hypsiglena affinis
Espèce
Synonymes
- Hypsiglena torquata affinis Boulenger, 1894

Hypsiglena affinis  est une espèce de serpents de la famille des Dipsadidae.

## Répartition

Répartition de Hypsiglena affinis

Cette espèce est endémique du Jalisco au Mexique.

## Description
L'holotype de Hypsiglena affinis mesure 310 mm dont 52 mm pour la queue.

## Publication originale
- Boulenger, 1894 : Catalogue of the Snakes in the British Museum (Natural History). Volume II., Containing the Conclusion of the Colubridæ Aglyphæ, p. 1-382 (texte intégral).